# Centella uniflora
Centella uniflora är en flockblommig växtart som först beskrevs av William Colenso och som fick sitt nu gällande namn av Johann Axel Nannfeld.
Centella uniflora ingår i släktet centellor och familjen flockblommiga växter. Inga underarter finns listade i Catalogue of Life.